# Atenuador de llum

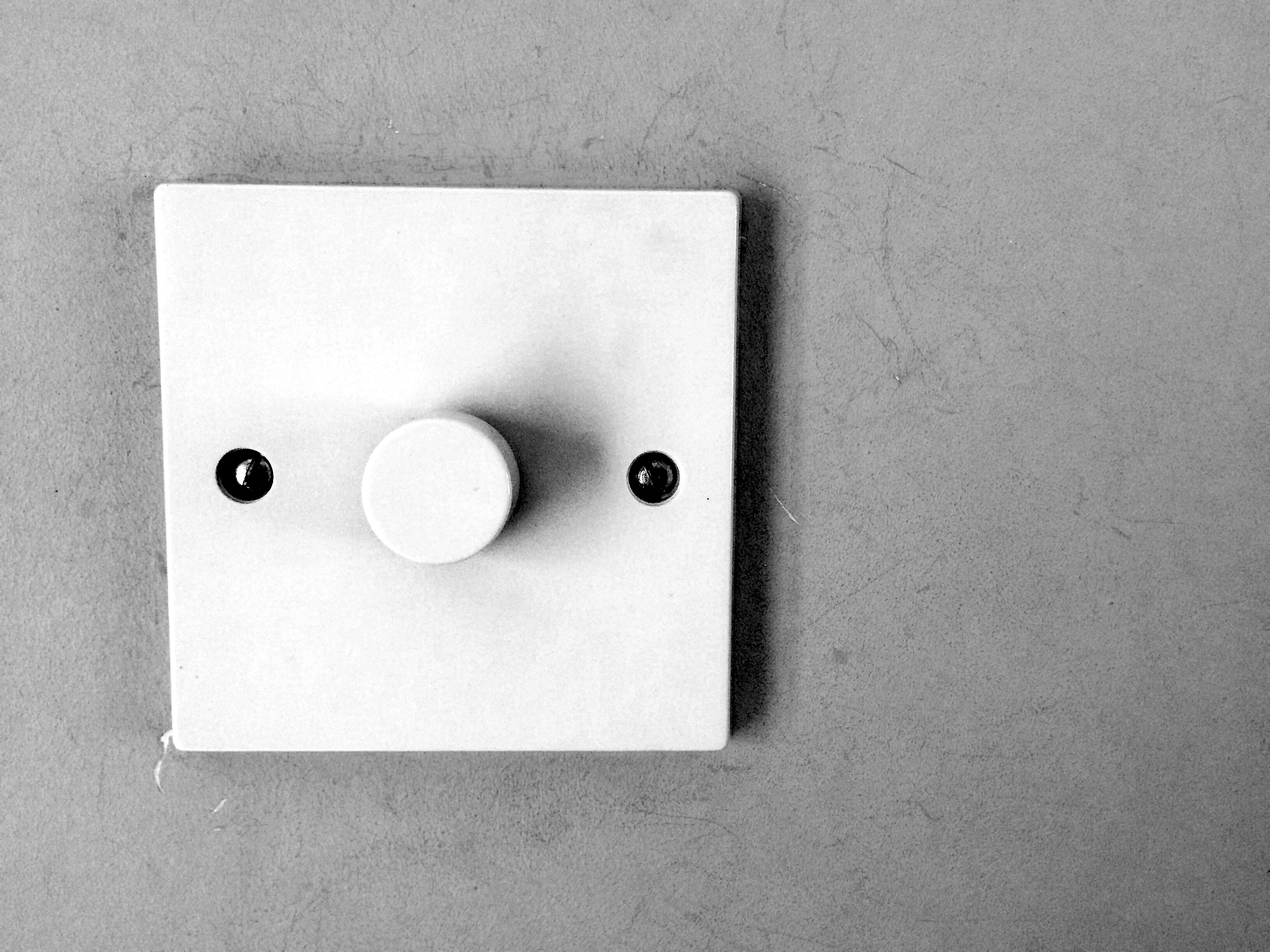
regulador de llum domèstic

Gràfic explicatiu per al control de fase (Volts / temps). A) Ona alterna sencera, B) Ona retallada amb pas del 80% de l'energia i C) Ona retallada amb pas aprox 20% del total de l'energia.

Un Dimmer, regulador, atenuador, serveix per regular l'energia en un o diversos focus de llum o altres càrregues elèctriques (resistències i motors, principalment) amb la finalitat de variar la intensitat del corrent que reben, quan les propietats de la càrrega ho fan possible, aconseguint així una variació de la intensitat lumínica o control de velocitat o temperatura segons necessitats.
Actualment els circuits més usats inclouen la funció d'apagat al "pas per zero" de la tensió (en Corrent Altern). La disminució del valor de voltatge eficaç en la bombeta o receptor s'aconsegueix retallant el senyal al moment de pujada en el punt que es triï (per exemple, normalment es fa en funció del temps de cicle d'ona de corrent altern, conduint entre un 10% i un 90% del cicle d'ona alterna, tècnica coneguda com a regulació per control de fase, que normalment fa servir tiristors, o triacs com a elements de commutació en altern). O també regulant el nivell de tensió eficaç amb una font commutada (tècnica PWM, amb transistors FET o IGBT com a elements de control, encara que també hi ha altres tècniques de control de voltatge o intensitat adients.)
Existeixen sistemes més complexos capaços de regular el flux d'il·luminació per a un altre tipus de llums (fluorescents, de baix consum, etc.) però tot i basar-se en teories semblants, també són més complicats d'explicar i desenvolupar.
Alguns dimmer poden ser controlats remotament a través de controladors i protocols especials tant amb fils com sense (X10, radiofreqüència, wifi,etc.)
En el cas de la il·luminació per a escenaris, un dels protocols més utilitzats és DMX (Digital MULTIPLEX), que és un protocol de comunicacions usat per controlar la il·luminació d'escenaris, o DMX512 i el DALI (Digital Addressable Lighting Interface), els quals permeten que la intensitat dels llums convencionals pugui ser sincronitzada amb els llums d'efectes especials, màquines de fum, etc.

## Vegeu també

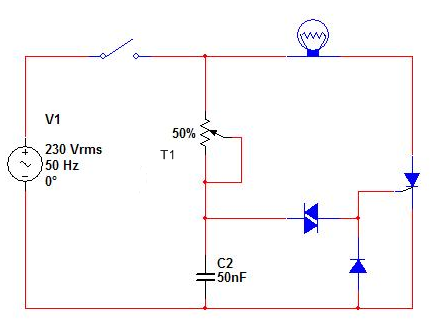
Esquema electrònic atenuador senzill